# Shade the Changing Man
Shade, o Homem Mutável é um personagem ficcional de histórias em quadrinhos criado por Steve Ditko para a DC Comics em 1977. O personagem depois foi adaptado por Peter Milligan em um dos primeiros títulos da Vertigo.
Ambas as versões de Shade são distintas de Shade, que é outro personagem da DC Comics.

## História da Publicação

### A era Steve Ditko
Shade, o Homem Mutável conta a história de um fugitivo do militante planeta Meta em outra dimensão. Shade (cujo verdadeiro nome é Rac Shade) foi apoderado de uma " Veste M " roubada (ou Vest Miraco chamada assim por seu inventor) que protege ele com um campo de força e o permite projetar a ilusão de tornar-se uma versão larga e grotesca de si mesmo. O personagem foi o primeiro que Ditko criou, ou ajudou a criar, para o principal editor por muitos anos. Antes de se juntar a DC Comics, Ditko esteve trabalhando em outras publicações como o Mr. A. Shade foi o seu retorno ao gênero de super-heróis, apesar que Shade não tinha qualquer conexão particular com o universo DC, Michael Fleisher escreveu a série baseado no enredo e arte de Ditko.
Sua série durou por oito edições bi-mensais em 1978 antes do súbito cancelamento com a chegada da " Implosão DC ", uma contratação da linha DC que visava cancelar os terceiros de seus livros antes da chegada de Setembro. Uma nona edição mais longa, apresentando a chegada de um novo personagem de Ditkoo chamado O Homem Odd, foi produzida, mas somente foi publicada como uma parte do DC's Cancelled Comic Cavalcade em 1978. Uma versão revisada da origem do Odd Man apareceu em Detectice Comics #487 (Dec. 1979 - Jan. 1980). Ambas histórias publicadas em The Steve Ditko Omnibus Vol. 1 (2011), uma grande coleção com todos os trabalhos de Ditko na DC.
Após isso, Shade foi adotado no Universo DC e fez uma breve aparição na minissérie Crise Nas Infinitas Terras, assim como se tornou um membro regular no Esquadrão Suicida.

### Biografia Ficcional do Personagem

#### Série Própria
Rac Shade, um agente secreto de um planeta da Zona-Meta, uma dimensão entre a Terra e a Zona-Zero, acabou sendo incriminado por traição e sentenciado a morte. Através de vários eventos, Shade passou algum tempo na Terra tentando limpar seu nome, usando uma Veste M recuperada( A Veste Miraco que tinha sido roubada ) no processo, mas acabou encontrando resistência  das Meta-Autoridades a todo tempo. Seu nome foi limpo pouco a pouco, mas ele permaneceu um homem procurado, e Shade continuou a  usar a Veste M. A antiga noiva de Shade, Mellu Loron, procurou matá-lo por um tempo por ter causado uma explosão que matou os pais dela, mas seus pais, operando um monstro mecânico chamado de O Decididor Supremo (ou Desu) tinham outros planos.
Os Metans tinham um posto avançado na Terra que era chamado de Centro de Pesquisa Oculta (C.P.O). O centro era comandado por Wizor, assistido por Leno. Mellu comandou o centro por um tempo. O C.P.O. operava por contar a absoluta verdade sobre os metas, alguma coisa para o público dar risada. Enquanto Mellu tinha o desejo de matar Shade, o Centro tinha a missão de capturar os criminosos que haviam sido libertados pelo mesmo estranho acidente que libertou Shade, o que acabou irritando-a e fez com que ela deixasse a organização.
Quando o Dr. Sagan mostrou para Mellu a gravação que evidenciava que Shade a resgatou a parte mortal da Zona-Zero chamada de Área da Loucura, ela mudou seu pensamento sobre Shade, despistando o fato que foi ela que acabou o capturando.
Na edição final Shade acabou sendo sentenciado a Área da Loucura, mesmo tendo evidências que provassem sua inocência.

#### Tempo com o Esquadrão Suicida
Shade acabou indo viver na Área da Loucura. O Esquadrão Suicida, após deixar a dimensão natal de Nightshade acabou parando lá e Shade consegui fazer ajustes em sua roupa e pode teleportar a si mesmo e o esquadrão para a terra.
Infelizmente o C.P.O. acabou sendo tomado pelo Doutor Z.Z. e uma gangue de criminosos Metans. Eles esperavam usar o lugar como base para conquistar a Terra e eventualmente Meta. Os planos de Shade de para-lós acabaram sendo atrapalhados pela Crise nas Infinitas Terras e ele acabou sendo sugado novamente para a Zona-Zero. Ele foi eventualmente resgatado pelo Esquadrão.
A segunda tentativa de Shade de parar Z.Z. teve sucesso, mas as autoridades de Meta ainda queriam prendê-lo. Através da interferência de Rick Flag Shade foi capaz de deixar a base com o Esquadrão.
Foi oferecido para Shade ajuda técnica para retornar para Meta em troca de sua ajuda nas missões. Shade cooperou, mas ele não sabia se a tecnologia da Terra seria o suficiente para completar a tarefa. Shade também passou algum tempo tentando ajudar o ex-membro do esquadrão Verme Mental, que havia morrido na segunda edição, depois se tornou o Ifrit, um aliado digitalizado da Jihad.
Shade se tornou cada vez mais duvidoso da ideia de estar com o esquadrão. Então quando Lashina ( no disfarçe de Duquesa ) veio a ele com a oferta de retornar a sua dimensão natal através de um portal por Apokolips, Shade concordou, sem saber o que o estava esperando. Ele acabou sendo forçado a raptar Vixen assim como o Capitão Boomerangue ( apesar de ter pouco remorso em capturar o último ). Shade sabia que suas ações eram erradas, mas ele tinha pouca escolha.
Lashina o traiu assim que possível em Apokolips. Diversos amigos de Shade, o piloto Briscoe, civil Flo Crowley ( parte da equipe de apoio do Esquadrão Suicida ) e o vilão Doutor Luz acabaram morrendo em combate com os parademonios e as Fúrias Femininas. Darkseid apareceu e secou o conflito, enviando o Esquadrão e seus mortos para a casa. Shade, partido em culpa, foi enviado de volta para a sua dimensão natal.
Seu status desde então é desconhecido.